# Projekt Elliniko

Vizualizace

Projekt Elliniko je městský developerský projekt rozšíření města Athény vybudováním rozsáhlé nové městské čtvrti na místě pobřežní části aténské čtvrtě Elliniko a také na bývalém, uzavřeném athénském mezinárodním letišti v této čtvrti.
Jde o architektonický megaprojekt s investicí více než 7 bilionů euro a jedná se tak o největší stavební investici v Evropě. Na financování se podílejí zejména soukromí investoři (řečtí i zahraniční), ale je zastoupena i řecká vláda. Největším investorem je řecká společnost Lamda Development. Tento projekt také obsahuje vybudování 400 hektarového parku, který bude větší než Newyorský Central Park (ten má 350 hektarů) a také bude největším parkem v Evropě. Bude zde také vybudována promenáda a pláže u moře, obchodní centra, metro, tramvajová trať, lodní přístav, kulturní instituce, podmořský park, sportovní parky (mimo jiné i hokejový stadion). Součástí projektu bude i mrakodrap s názvem Marina Resedential Tower, který bude zároveň prvním mrakodrapem v seismicky neklidném Řecku. Vláda a soukromí investoři se výstavbou tohoto projektu snaží zlepšit hospodářskou situaci Řecka a zvýšit turistický ruch, jakož i rozvoj aténské ekonomiky. Při budování nového Ellinika se předpokládá potřeba pracovních míst pro 50.000 lidí, což výrazně pomůže snížit vysokou nezaměstnanost.
Stavba měla začít v roce 2008 a být dokončena do roku 2013, ale plány byly odloženy z důvodů finanční krize. Práce na parku začaly v červenci 2020 a mají být dokončeny do roku 2026.